# Walther Nehring
Walther Kurt Joseph Nehring (15 agost 1892 – 20 abril 1983) va ser un general alemany de la Wehrmacht que va tenir el comandament de l'Afrika Korps.

## Biografia
Nehring va néixer el 15 d'agost de 1882 a Stretzin, Prússia Occidental. El seu pare, Emil Nehring, era un petit propietari i oficial de la Reserva. Quan era petit la seva família es va traslladar a Danzig.

### Primera Guerra Mundial
Nehring es va allistar a l'exèrcit el 16 de setembre de 1911, i va ser destinat al 152è Regiment d'Infanteria. A finals de 1913 ja havia ascendit al rang de tinent. Va participar en la Primera Guerra Mundial, on va lluitar tant al Front oriental com al Front occidental. Després de la fi de la contesa, va seguir actiu a l'exèrcit i s'integraria al Reichswehr de la República de Weimar.

### Segona Guerra Mundial
Poc després del començament de la Segona Guerra Mundial, Nehring va ser nomenat cap d'Estat Major del XIX Cos d'Exèrcit durant la invasió de Polònia i més tard, cap de l'Estat Major del Grup Panzer Guderian durant la batalla de França. Com a cap de la 18a Divisó Panzer participa a l'operació Barba-roja. Més tard, el maig de 1942 va prendre el comandament de l'Afrika Korps i va prendre part a l'última gran ofensiva de l'Eix a la Campanya del Desert Occidental (Operació Brandung) i la posterior Batalla d'Alam el Halfa (31 d'agost - 7 de setembre de 1942)), durant la qual va ser ferit en un atac aeri. Entre novembre i desembre de 1942 va estar al comandament del contingent alemany desplegat a Tunísia.
Després de la derrota de l'Afrika Korps i la caiguda del Nord d'Àfrica, Nehring va ser destinat al Front oriental, on primer va liderar el XXIV Cos Panzer i posteriorment, entre juliol i agost de 1944, el 4t Exèrcit Panzer. Nehring després va tornar al comandament del XXIV Cos Panzer i es va mantenir al capdavant d'aquesta formació fins al març de 1945, quan va ser nomenat comandant del I Exèrcit Panzer. Durant 1944 també va arribar a ostentar el comandament del XXXXVIII Cos Panzer.

### Postguerra
Després del final de la guerra, Nehring va ser fet presoner de guerra pels nord-americans i va passar diversos anys en un camp de presoners, fins que va ser alliberat el 1948. Després del final de la guerra, Nehring va escriure una història completa de les forces panzer alemanyes de 1916 a 1945. Die Geschichte der deutschen Panzerwaffe 1916 bis 1945. Va morir a Düsseldorf el 1983

## Promocions
Fähnrenjunker - 16 de setembre de 1911
 Leutnant - 18 de febrer de 1914 (amb patent del 22 de febrer de 1914)
  Oberleutnant – 6 de juny de 1915
 Hauptman - 1 de març de 1923
 Oberstleutnant – 1 d'octubre de 1934
 Oberst - 1 de març de 1937
 Generalmajor – 1 d'agost de 1940
 Generalleutnant – 1 de febrer de 1942
 General der Panzertruppen – 1 de juliol de 1942

## Condecoracions
::  Creu de Cavaller de la Creu de Ferro amb Fulles de Roure i Espases
 Creu de Cavaller: (22/07/1941) 
 Fulles de Roure (383): (8/02/1944)
 Espases: (124) (22/1/1945)
 Creu de Ferro 1914 de 1a Classe (25/11/1917))
 Creu de Ferro 1914 de 2a Classe (27/01/1915)
 Barra de 1939 a la Creu de Ferro 1914 de 1a Classe (29/09/1939)
 Barra de 1939 a la Creu de Ferro 1914 de 2a Classe (11/9/1939)
 Insígnia de Ferits 1918 en Plata
 Insígnia de Ferits 1939 en Or (02/09/1943)
 Creu d'Honor dels Combatents del Front
 Medalla del Llarg Servei a la Wehrmacht de I i IV classe
 Medalla del 13 de març de 1938
 Medalla de l'1 d'octubre de 1938 amb barra "Castell de Praga"
 Medalla de la Campanya d'Hivern a l'Est 1941/42
 Cinta de màniga d'Àfrica
 Insígnia de Combat de Tancs en Plata
 Medalla al Valor Militar en Plata (Itàlia)
 Creu del Mèrit Militar (Espanya)
 Creu d'Oficial de l'orde al Mèrit de la República Federal Alemanya (27 de juliol de 1973)